# 1649 en France
Chronologie de la France
- 1645
- 1646
- 1647
- 1648
- 1649
- 1650
- 1651
- 1652
- 1653

Cette page concerne l’année 1649 du calendrier grégorien.

## Événements

### Janvier
- 1er janvier : Dubuisson-Aubenay : « Ce premier jour de l’an, froid noir et couvert, tendant à dégel. La Reine fut aux Jésuites de la rue Saint-Antoine, à vêpres, pour la célébration du nom de Jésus, et au sermon de l’abbé de Chanvallon, neveu de l’archevêque de Rouen, qui prêcha une heure et demie avec approbation et admiration de tout le monde. »[1]
- 4 janvier : conseil décisif pour la sortie de la cour hors de Paris. Il se tient chez Monsieur, qui est victime d’une attaque de goutte[2]. Le cardinal Mazarin est pour le départ. Monsieur et Condé sont réticents.
- 5 - 6 janvier : nuit des Rois, la Cour se réfugie à Saint-Germain-en-Laye[3]. La reine fête les rois, couche Louis XIV et son frère, le duc d’Anjou. Après minuit, elle se couche, puis se relève et fait lever le roi et son frère. Elle emprunte avec eux un escalier dérobé qui conduit au jardin du Palais-Royal. Les carrosses préparés par Beringhen les attendent et les conduisent au cours la Reine. La reine-mère et ses enfants y retrouvent les princes, Mme de Villeroi, Villequier, capitaine des gardes de quartier, Guitaut, capitaine des gardes de la reine, Comminges, son lieutenant et Madame de Beauvais, première femme de chambre de la reine[4]. Ils ne retourneront à Paris que pendant l’été. Cette même nuit, Bussy-Rabutin, qui fuit la vengeance des Miramion, a le plus grand mal à passer la porte Saint-Martin. La reine a ordonné à Gondi (le futur cardinal de Retz) de la suivre à Saint-Germain. Comme il n’y parvient pas, les Frondeurs ayant fermé les portes de la ville, il rejoint le camp de la rébellion.
- 7 janvier : le roi ordonne le transfert du Parlement à Montargis. Il n’est pas obéi. Le duc d’Elbeuf vient offrir ses services aux magistrats[3].
- 8 janvier : le Parlement déclare Mazarin ennemi du roi et de l’État et perturbateur du repos public[3]. Il recrute une armée et organise la résistance[5]. Il faut remarquer que pendant la Fronde tout le monde invoque le roi.
- 9 janvier :
  - commandées par Condé, les troupes royales commencent l’investissement de Paris[3]. Ainsi commence la première campagne de la Fronde.
  - départ de Conti, Noirmoutier, La Rochefoucauld, la nuit du 9 au 10 janvier 1649 de Saint-Germain vers Paris[3]. Début de la Fronde des princes. Gourville, domestique de La Rochefoucauld, en fait un récit assez confus.
- 10 janvier : arrivée à Paris du prince de Conti et du duc de Longueville, frère et beau-frère de Condé, qui rejoignent le camp du Parlement[6].
- 11 janvier : le prince de Conti est, grâce aux intrigues de Gondi, nommé généralissime de la Fronde avec, comme adjoints, le duc d’Elbeuf, le duc de Bouillon et le maréchal de La Mothe qui commanderont les troupes à tour de rôle[7]. Conti se trouve ainsi momentanément opposé à son frère aîné, Condé.
- 12 janvier : prise de l’Arsenal et de la Bastille par les Frondeurs[3]. Le fils de Broussel, Jérôme, seigneur de Louvières, en prend le commandement.
- 13 janvier : à la suite de son évasion, Beaufort, dit le « roi des Halles », qui avait vécu caché, réapparaît à Paris[8].
- 14 janvier : crue de la Seine. Paris inondé : le faubourg Saint-Antoine et le Marais sont sous les eaux ainsi que l’île Saint-Louis et le faubourg Saint-Germain[9]. En février, le Pont Rouge s’effondre en partie, effet des inondations[10].
- 15 janvier : prise de Corbeil par les soldats de Condé, ce qui permet de couper les voies de ravitaillement de la capitale[11].
- 16 janvier : le maréchal de Turenne, s'étant révolté, Mazarin donne à Erlach le commandement de l'armée d'Allemagne[12].
- 18 janvier :
  - lettre du Parlement de Paris aux Parlements de province pour les engager à la résistance[5]. Gondi, coadjuteur de Paris, est installé au Parlement comme conseiller d’honneur-né, à la place de son oncle l’archevêque. Il fait signer à tous les chefs de la Fronde une promesse d’union contre Mazarin (ce sont notamment Beaufort, Bouillon, Noirmoutier, La Rochefoucauld, etc.)[13].
  - un incident entre un domestique du comte d’Alais et un laquais d’un conseiller au Parlement provoque une émeute à Aix-en-Provence[14].
- 20 janvier : journée des barricades à Aix-en-Provence. Lors de la procession de la Saint Sébastien, une rumeur : dès que la procession serait sortie de l’enceinte de la ville, le comte d’Alais ira assassiner chez eux tous les Frondeurs qui auraient eu le malheur de rester en ville. La foule court aux armes et pille les maisons des amis du comte d’Alais. Le comte d’Alais, gouverneur de la province, est assiégé dans son palais[14].
- 23 janvier : la Régente convoque les États généraux pour le 15 mars à Orléans[15].
- 24 janvier : le duc de Longueville, parti soulever la Normandie, est à Rouen, et s’introduit, par escalade, dans le Vieux Palais. Le Parlement de Normandie se prononce pour la Fronde[16]. Henri de Sévigné suit Longueville en Normandie[17]. Les Sévigné seront frondeurs.
- 25 janvier : 
  - Gondi prononce un sermon politique contre Mazarin à l’église Saint-Paul[18].
  - le Parlement ordonne la saisie de tous les biens de Mazarin. Le 16 février, il prononce la vente de tous ses meubles, sauf la bibliothèque, vente aux enchères qui commence le 26 février[19].
- 28 janvier :
  - sortie des frondeurs en direction de Bourg-la-Reine. Les Corinthiens, les chevau-légers de Gondi, se font tailler en pièces au pont d’Antony par les troupes du roi[20]. Renaud-René, chevalier de Sévigné, commande le régiment de Corinthe: on appela sa sortie "la première aux Corinthiens";
  - nuit du 28 au 29 janvier : naissance de Charles-Paris, comte de Saint-Paul, fils de Mme de Longueville et, au su de tout l’univers, de La Rochefoucauld. La duchesse de Longueville a accouché à l’Hôtel de ville où elle réside. C’est Gondi (le futur cardinal de Retz) qui baptise cet enfant, prénommé Charles-Paris (hommage à la ville), en l’église de Saint-Jean-en-Grève. Le parrain est le prévôt des marchands, Le Féron, la marraine la duchesse de Bouillon. Il est comte de Saint-Paul, puis duc de Longueville en 1671 et est tué au passage du Rhin en 1672[21]. Il est ami de l’abbé de Choisy.

### Février
- 1er février : la crue de la Seine atteint 7,81 mètres à Paris[22].
- 2 février : sommations de la cour aux Parisiens[23].
- 8 février : Condé, après un combat sanglant, prend Charenton et menace le ravitaillement de la capitale, largement opéré par voie fluviale. Il fait jeter dans la Seine les corps mutilés et encore vivants. Il fait bonne figure à Bussy le temps de l’engagement. Gaspard IV de Coligny, duc de Châtillon, aide de Condé, est mortellement blessé durant la bataille, et meurt le lendemain des suites de ses blessures[3]. Sa mort affecte beaucoup Condé et une grande partie de la cour. Omer Talon propose sans succès de négocier avec la Cour.
- 10 février : combat dans la plaine de Villejuif. Un important convoi de vivres peut entrer à Paris[11]. Charles de Beauvau, seigneur de Nerlieu ou Noirlieu est tué par le duc de Beaufort.
- 12 février : le Parlement refuse de recevoir le héraut d’armes que lui envoie Anne d’Autriche[24].
- 15 février : Gaston d’Orléans fait décider au Conseil de régence de mander à la cour les gens du roi (procureurs au Parlement)[25]. C’était amorcer les négociations, dit Dethan, un des biographes de Gaston.
- 16 février : prise de Montlhéry par l’armée royale. La route de la Beauce est coupée[11].
- 19 février : le Parlement de Paris donne audience à un envoyé de l’archiduc Léopold-Guillaume de Habsbourg, gouverneur des Pays-Bas espagnols[26]. Un convoi de vivres en provenance de Brie-Comte-Robert entre dans Paris. La Rochefoucauld est grièvement blessé dans cet engagement, d’un coup de pistolet à la gorge. Il attribue ses malheurs à Noirmoutier. Il rentre néanmoins à Paris[27]. La nouvelle de l’exécution de Charles Ier d’Angleterre arrive à Paris[28].
- 26 février : prise de Brie-Comte-Robert par l’armée de Condé. La route de la Brie est coupée[11].
- 27 février : 
  - les forces royales enlèvent Brie-Comte-Robert, point décisif pour l’alimentation de Paris[3];
  - Mazarin attire Rantzau à Saint-Germain-en-Laye. Il était enfermé dans Dunkerque et on craint qu’il ne livre la place contre de l’argent. Rantzau est arrêté. Il avait perdu une jambe au siège d’Arras (en 1640) et était estropié d’une main. Il est détenu onze mois. Il attrape, pendant sa détention, une hydropisie, il en mourra peu après sa sortie[29].
- 27 - 28 février : émotions populaires à Paris[30].

### Mars
- 4 - 11 mars : négociations de Rueil entre la Cour et le Parlement[31]. Le setier de froment à 60 livres.
- 7 mars : le maréchal de Turenne, qui soutient la Fronde, est déclaré coupable de lèse-majesté par le roi ; sans ressources, il est abandonné par ses régiments qui rejoignent d’Erlach qui gouverne Brisach[32]. Le 8 mars, un arrêt de la cour du parlement, toutes les chambres assemblées, autorise l’entrée en France de l’armée de  Turenne[33].
- 11 mars : signature de la paix de Rueil qui met fin à la Fronde parlementaire[3] : maintien des vingt-sept articles, amnistie aux rebelles, droit de réunion pour les assemblées parlementaires… Le Parlement accepte l’accord début avril. Compris dans l’amnistie, La Rochefoucauld est traité par la reine en homme à craindre et à ménager. Il obtient les honneurs du Louvre pour lui, et pour sa femme le tabouret[34] - faveurs révoquées l'année même, sur les réclamations de quelques personnages importants.
- 13 mars : manifestation populaire, organisée en sous-main par Gondi, à Paris contre la paix de Rueil[35].
- 16 mars : émeute à Angers menée par Claude Voisin, régent de l’université. La foule envahit l’hôtel de ville et impose sa volonté aux magistrats municipaux. Le 29 mars, les Angevins ouvrent les portes de la ville au duc de la Trémoille, un des frondeurs. Le 7 avril, après que la paix ait été promulguée dans la sénéchaussée, le maire est attaqué par la foule et doit fuir la ville[36].
- 17 mars : reprise des négociations entre la Cour et la Fronde au château de Saint-Germain. L’avant-garde d’une armée espagnole venue des Pays-Bas espagnols arrive aux environs de Soissons[37].
- 22 mars : le maréchal du Plessis-Praslin repousse les Espagnols[37].
- 29 mars : à Bordeaux, une assemblée tenue dans l’hôtel de ville proclame sa solidarité avec le Parlement de cette ville, lequel est lui-même solidaire de celui de Paris[38]. Début de l’Ormée, Fronde bordelaise.
- 30 mars : accords de Saint-Germain-en-Laye, acceptés par le Parlement de Paris[37]. La répression contre les auteurs de mazarinades maintient une certaine tension quoique la justice les acquitte la plupart du temps.

### Avril
- 1er avril : le Parlement enregistre la déclaration royale à la suite de l’accord conclu à Saint-Germain qui reprend les clauses de la paix de Rueil et distribue de nombreuses faveurs aux généraux de la Fronde[37]. Fin de la Fronde parlementaire.
- 2 avril : publication de la déclaration royale, portant amnistie générale, remettant chacun dans ses biens et honneurs. Le roi n’exige plus du Parlement l’enregistrement de la Déclaration de Saint-Germain, ni la cessation de ses assemblées. Le maximum de l’emprunt à faire en deux ans est fixé à 24 millions de livres[39].

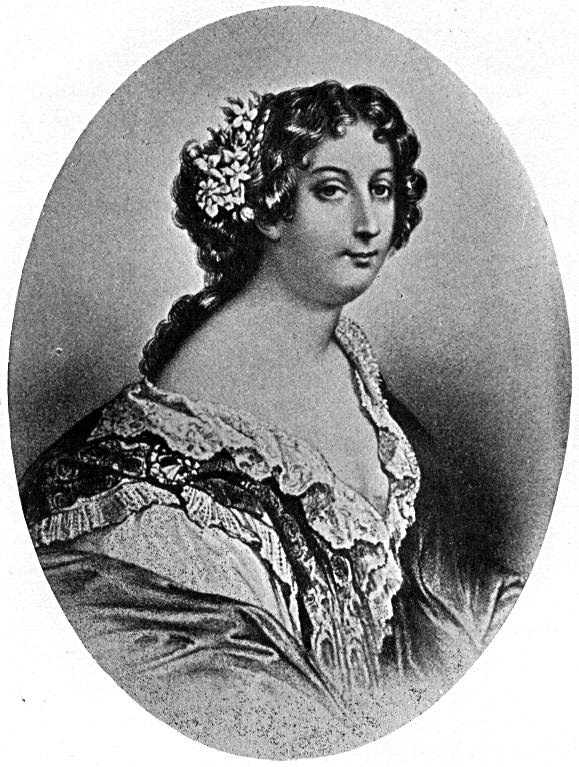
La Grande Mademoiselle

- 8 avril : la Grande Mademoiselle est à Paris pour rendre visite à la reine consort d'Angleterre et à son second fils, M. le duc d’York tous deux en exil : « il venoit de Hollande d’auprès sa sœur la princesse d’Orange, où il avoit été depuis qu’il s’étoit sauvé de prison, où l’on l’avoit tenu longtemps en Angleterre. C’étoit lors un jeune prince de treize à quatorze ans, fort joli, bien fait et beau de visage, blond, qui parloit bien françois ; ce qui lui donnoit un meilleur air qu’au roi son frère ; car rien ne défigure tant un homme, à mon gré, comme de ne pouvoir parler : il parloit fort à propos, et je sortis de la conversation, que nous eûmes ensemble, fort édifiée de lui. » La Grande Mademoiselle reçoit elle-même force visites[40].
- 12 avril : arrivée de la duchesse de Chevreuse à Paris à 11 heures. Elle est venue d’une traite de Cambrai. Elle était à Bruxelles depuis 1645[40].
- 15 avril : retour de Gaston d’Orléans à Paris. Il est fêté[41]. Mais la famille royale ne suit pas. Elle attend que François de Vendôme cesse d’agiter le peuple.
- 30 avril : la Cour quitte Saint-Germain pour le château de Compiègne afin de surveiller la frontière de Picardie[40].

### Mai
- 22 mai : dans le cadre des réconciliations générales, le projet de mariage entre le duc de Mercœur, frère aîné de François de Vendôme et Laure Mancini, nièce de Mazarin, est rendu public[42].
- 26 mai : victoire du duc d’Épernon, gouverneur de Guyenne, sur les frondeurs bordelais venus attaquer Libourne[43].
- Mai : 
  - les Pascal, fuyant les troubles de la Fronde, vont habiter chez les Périer, à Clermont[44].
  - Gondi annonce son ralliement. Peu après, il se lie avec la duchesse de Chevreuse revenue à Paris et devient l’amant de sa fille[35].

### Juin

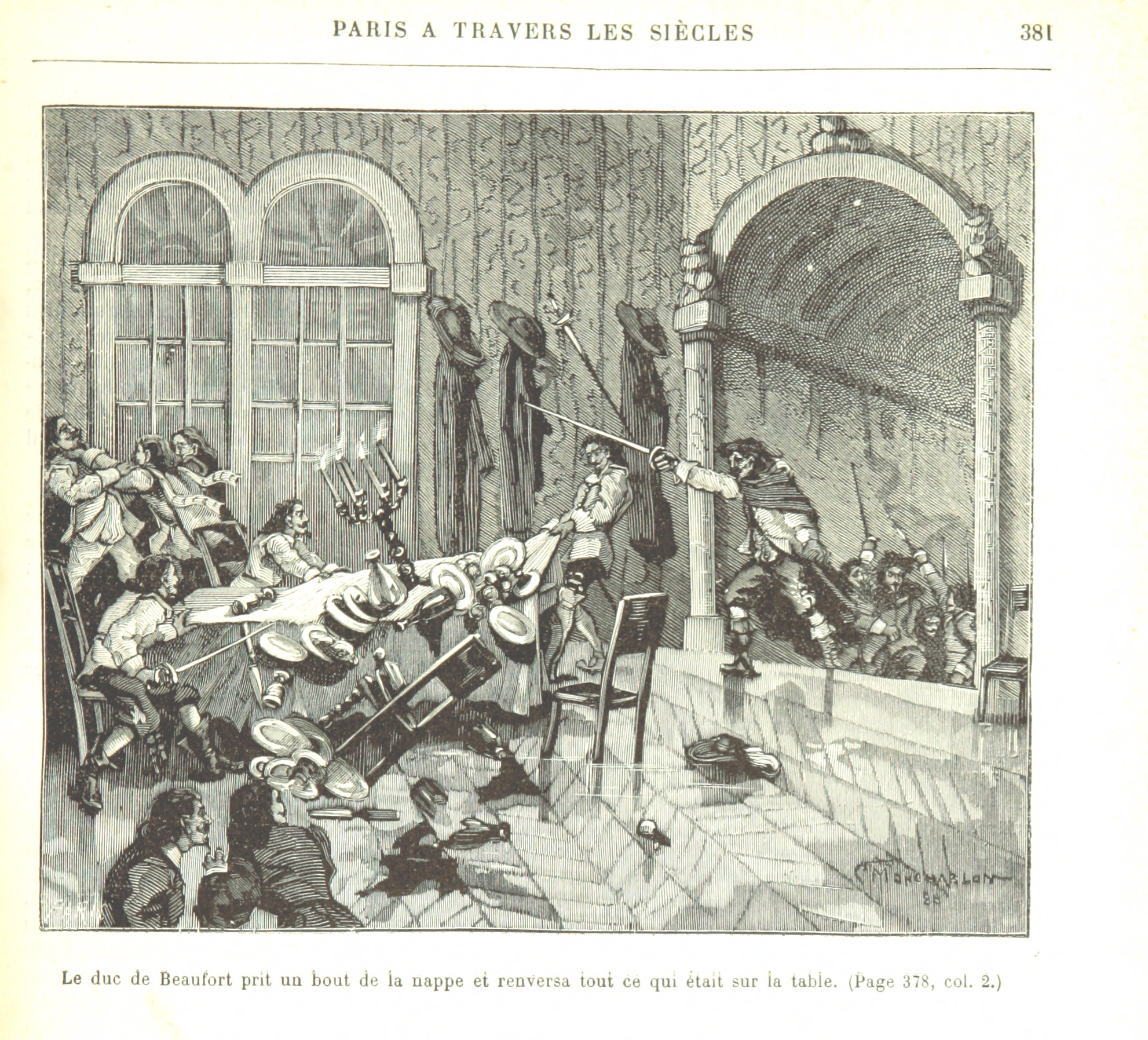
Le duc de Beaufort prit un bout de la nappe et renversa tout ce qui était sur la table.

- 9-14 juin : furieux d’avoir dû céder au Parlement, d’Alais est sorti d’Aix, a levé une armée de la noblesse environnante et est revenu battre les troupes du Parlement à la bataille du Val, près de Draguignan[45]. Mazarin envoie à Aix des commissaires pour régler définitivement les problèmes. Le rapport de force est du côté du gouverneur, le Parlement recule sur tous les sujets de litige.
- 15 juin :
  - D’Argenson apporte à Paris la nouvelle de la réconciliation du duc d’Épernon avec la ville de Bordeaux[46].
  - un incendie ravage la place des couverts à Montauban[47].
- 18 juin : Retz et ses amis, notamment François de Vendôme, s’inquiétaient de l’arrogance de ces jeunes gandins, du parti du cardinal Mazarin, parmi lesquels Jarzé et duc de Candale. Il s’agissait de savoir qui tiendrait le haut du pavé. Tel était le sens de la mission confiée au « Roi des Halles ». François de Vendôme tire la nappe des convives (parmi lesquels le duc de Candale) de Jarzé au Jardin de Renard (sorte d’auberge en lisière du jardin des Tuileries). Un duel est décidé. le duc d’Orléans accommode ensuite les parties[48]. Retz raconte l’incident dans ses Mémoires[49]
- 24 juin : le comte d’Harcourt investit Cambrai ; il est obligé de lever le siège, le 4 juillet, repoussé par les Espagnols[50].
- Juin : des émigrés auvergnats, fuyant la peste qui sévit en Andalousie, rentrent en Haute-Auvergne. Les consuls d’Aurillac rendent une ordonnance pour défendre aux habitants de les recevoir et enjoindre à ceux qui sont déjà arrivés « de faire leur quarantaine en un lieu escarté »[51].

### Juillet

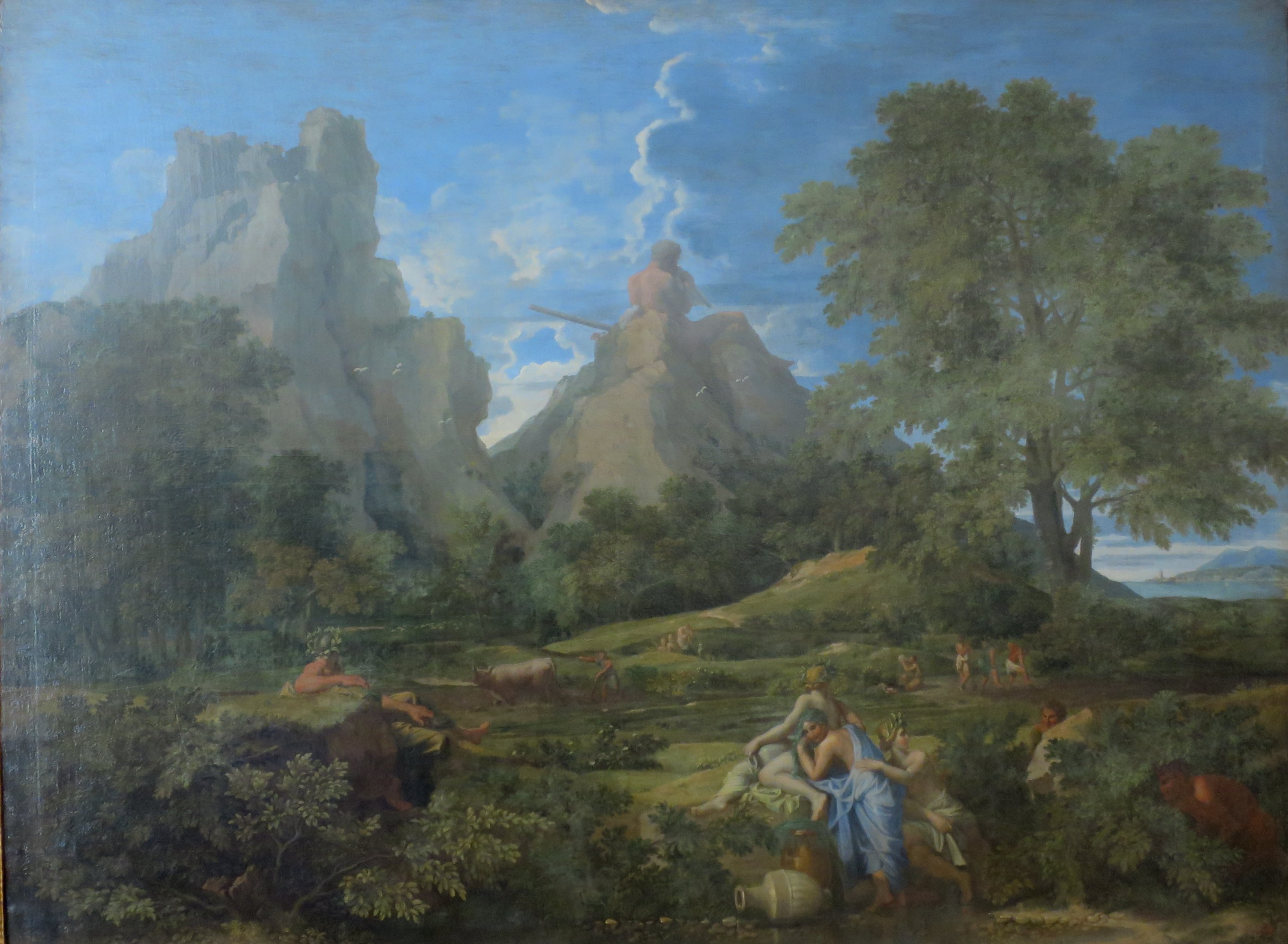
Paysage avec Polyphème, de Nicolas Poussin

- 1er juillet : Nicolas Cornet, syndic, présente à la faculté de théologie de Paris cinq propositions sur la grâce, extraites de l'Augustinus. Il en demande la condamnation. Après discussion, on décide de consulter le pape[52].
- 4 juillet : les consuls de Marseille prennent des mesures contre la peste, apparue en juin après l’arrivée d’une barque venue de Barbarie. L’épidémie dure six mois et fait 8 000 victimes[53].
- 12 juillet : à la demande du duc d’Épernon, la couronne prononce par lettre patente l’interdiction du parlement de Bordeaux qui est rendue publique à Bordeaux le 24 juillet suivant. Un soulèvement chasse Épernon de la ville[54].
- 13 juillet : Gondi se rend à Compiègne, où se tient la cour, pour inviter la reine et le roi, au nom des Parisiens, à revenir à Paris[55].
- 17 juillet : saisie de La custode du lit de la reine qui dit tout chez l'imprimeur Claude Morlot[56].
- 20 juillet : fausse pendaison de l’imprimeur Morlot à Paris, sauvé par l’intervention de la foule[56].

### Août
- 6 août : on apprend à Paris que les troubles de Bordeaux recommencent[46]. D’Épernon malgré sa répression ne recouvre pas l’autorité sur la ville. Chéruel : « La Fronde parlementaire éclatait à Bordeaux au moment où le calme paraissait rétabli à Paris. »
- 8 août : la paix de Saint-Aignan, imposée par le roi, est composé à Compiègne ; elle est acceptée à l’unanimité par le Parlement d’Aix le 22 août[57].

- 18 août : entrée triomphale du roi à Paris. La cour regagne le Palais-Royal[25].
- 19 août : Gondi vient saluer le roi et la régente à la tête d’une délégation du clergé : très embarrassé, il est pâle et il tremble[35].
- 20 août : Gondi rencontre Mazarin et se réconcilie en apparence avec lui. Mais dès que la brouille entre le cardinal et Condé devient patente, il offre son appui au second contre le premier[35].

### Septembre
- 9 septembre : Bossuet prêche le Panégyrique de saint Gorgon, à Metz[58].
- 14 septembre :
  - Condé refuse de signer au contrat de mariage de Laure Mancini qui épouse Mercœur[59]. La scène se passe au Palais-Royal : « Je ne suis pas parent, ma signature est inutile. D’ailleurs, j’ai plusieurs demandes à vous adresser. On doit tenir parole au duc de Longueville. »
- « Impossible. Rappelez-vous, on avait décidé, d’accord entre nous, de ne pas la tenir. »
Condé se met en colère : « Je ne veux plus vous voir en particulier ni jamais vous saluer. Je ne serai jamais votre serviteur ou votre ami. »
 Pour Mazarin, c’est une véritable déclaration de guerre.
- 16 septembre : réconciliation de façade entre Condé et Mazarin, qui fait donner Pont-de-l’Arche au duc de Longueville et consent à ne pas marier ses nièces sans s’être entendu auparavant avec Condé[60].
- 19 septembre :
  - faillite de l’Hôtel de ville : à l’échéance, les rentes ne peuvent être payées[61].
  - le maréchal du Plessis-Praslin part de Paris pour aller pacifier les troubles de Bordeaux[46].
- 21 septembre : Bossuet est ordonné diacre à Metz[62].
- 22 septembre : émeute des rentiers[63]. Agitation à Paris jusqu’à la fin de l’année.
- 30 septembre - 12 octobre : assemblée de la noblesse, dispersée par la reine[64].

### Octobre
- 2 octobre : nouvel accommodement entre Condé et Mazarin. Mazarin feint de s’engager à consulter en tout Condé[65].
- 18 octobre : les Bordelais prennent le château Trompette[54].

### Novembre
- 9 novembre : Particelli d’Emery redevient surintendant des finances. Il partage la fonction avec le comte d’Avaux. Le système des intendants provinciaux est restauré[46].
- 12 novembre : ouverture du Parlement de Paris[46].

- 22 novembre : les rentiers élisent des syndics chargés de veiller à leurs intérêts[67].
- 23 novembre : disgrâce de Mme de Beauvais, amie de Jarzé, lui-même grand ami de Condé[68]. Il est tombé amoureux de la reine. Ne doutant pas que ses sentiments soient partagés, il gagne Mme de Beauvais, première femme de chambre de la reine qui consent à déposer sur son miroir la lettre enflammée de René du Plessis de Jarzé. Premier mouvement de la reine : la fureur. Mazarin la tempère et lui dicte une réplique ironique. La reine la récite le 26 novembre publiquement à Jarzé : « Vraiment, monsieur de Jarzé, vous êtes bien ridicule. On m’a dit que vous faites l’amoureux. Voyez un peu le joli galant ! Vous me faites pitié, il faudroit vous envoyer aux Petites-Maisons. Mais il est vrai qu’il ne faut pas s’étonner de votre folie ; car vous tenez de race. Voulant citer en cela le maréchal de Lavardin, qui autrefois avoit été passionnément amoureux de la reine Marie de Médicis, et dont le roi, son mari, Henri le Grand, se moquoit lui-même avec elle. (selon Mme de Motteville, Dubuisson-Aubenay fait un récit voisin). Tout le monde s’esclaffe. Jarzé, humilié, se retire de la cour. »[69]

### Décembre
- 11 décembre : le secrétaire de Gondi, Guy Joly, était entré au syndicat des rentiers, et le Parlement ayant interdit les assemblées de rentiers, les amis du Coadjuteur tentent de soulever la foule contre Mazarin, mais les Parisiens ne bougent pas. Il imagine alors un faux attentat contre Condé. Le matin du 11 décembre, on tire des coups de feu contre le carrosse vide de Condé sur le Pont Neuf[67]. Le Parlement ne prend pas au sérieux cette tentative d’assassinat, ce qui lui vaut des insolences de Condé. La nuit du 11 au 12 décembre 1649, beaucoup de mouvements suspects de chevaux. L’écuyer de François de Vendôme va rencontrer un groupe de ces cavaliers. Ce semble être des Lorrains et des Bourguignons. Le complot des rentes chez le coadjuteur comprendrait : Montrésor, le marquis de Noirmoutier, Fosseuse, Laigues, puis Joly. Mais François de Vendôme n’en est pas. Il parle trop à Mme de Montbazon qui est trop bien avec le Cardinal. C’est le futur archevêque de Paris, l’abbé Harlay de Chanvallon qui a entendu en confession un témoin de ce complot. Sans plus s’embarrasser du secret de la confession, il va tout répéter à Mazarin[46].
- 14 décembre : pour s’attirer les bonnes grâces des jurats de Bordeaux, le duc de Choiseul-Praslin les convie à un somptueux festin à Blaye ; c’est à cette occasion que son cuisinier aurait inventé la praline[70].
- 22 décembre : au Parlement, série de réquisitoires à propos de l’émeute du 11. Gondi, Broussel et François de Vendôme sont inculpés de tentative d’assassinat contre Condé[46]. Gondi décide de se rapprocher de la reine et de Mazarin.
- 26 décembre :
  - paix de Bordeaux. Fin de la première Fronde bordelaise. Mazarin fait aux Bordelais diverses concessions, à condition que le Château-Trompette soit remis au roi. Mazarin accorde en fait aux Bordelais à peu près tout ce qu’ils demandent : une amnistie complète, une réduction de leurs taxes et la démolition de la citadelle de Libourne[71].
  - mariage d’Anne Poussard du Vigean, veuve de François-Alexandre d’Albret, seigneur de Pons, avec Armand-Jean de Vignerot, duc de Richelieu[46].